# Trombose venosa
Trombose venosa é a oclusão total ou parcial de uma veia por um trombo, levando a dilatação e reação inflamatória perivascular.  Pode localizar-se em qualquer parte do corpo humano como nas veias  superficiais ou profundas, veias pulmonares, veias cerebrais, etc..